# Zidul Plângerii

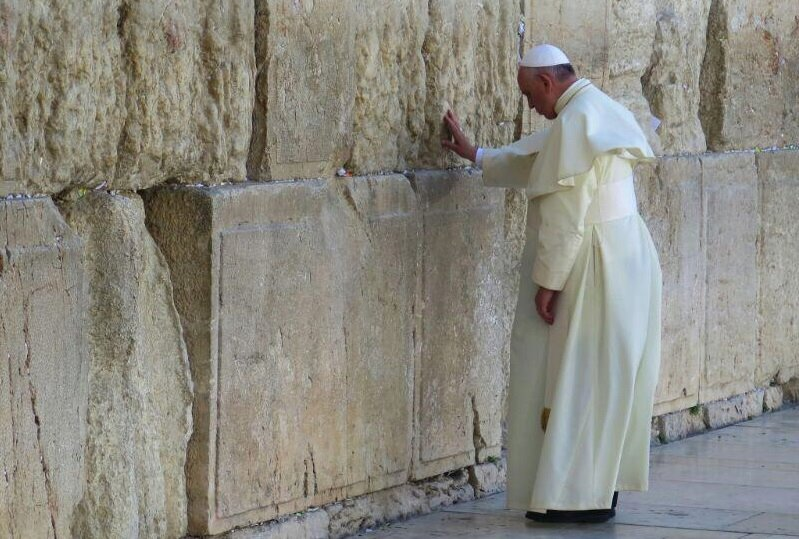
Papa Franciscus - în pelerinaj - se reculege la Zidul Plângerii (17 decembrie 2014)

Zidul Plângerii, Zidul de Apus sau Kotel, (în ebraică: הכותל המערבי, translit: Hakotel Hama'aravi; în arabă: حائط البراق‎, translit.: Ḥā'iṭ Al-Burāq) se află în Ierusalim, în cartierul Ierusalimul Vechi, în partea de vest a Muntelui Templului (pe culmea căruia se află astăzi geamia „Haram ash Sharif”). Este un vestigiu al zidului antic care înconjura curtea Templului iudeu din Ierusalim după distrugerea căruia a devenit - vreme de aproape 2000 de ani - principalul loc sacru al
iudaismului, loc de rugăciune și de pelerinaj pentru evrei, cea mai veche menționare despre atașamentul evreilor față de zid datând din secolul al IV-lea.
În secolul al XIV-lea, sub stăpânirea musulmană, s-a amenajat în preajma lui un loc de rugăciune pentru evrei, folosit până în zilele noastre. Vreme de sute de ani acesta era o uliță îngustă, având lățimea de circa 3,6 metri și o lungime de 28 metri, aparținând „Cartierului marocan” existent aici din secolul al XII-lea.
Începând cu secolul al XIX-lea au fost  încercări de a cumpăra dreptul de proprietate asupra zidului și a zonei vecine de către evrei, care au eșuat din cauza împotrivirii musulmanilor. Odată cu apariția mișcării sioniste la finele secolului al XIX-lea, zidul a devenit un motiv de conflict între comunitatea evreiască și liderii musulmani care erau îngrijorați că această zonă va putea fi folosită pentru revendicările evreiești asupra Muntelui Templului și inclusiv, a geamiei construite pe el. 
În prima jumătate a secolului al XX-lea,  după intensificarea emigrației evreiești spre Palestina, accesul la zid și  condițiile de desfășurare a rugăciunilor evreilor au fost supuse la numeroase restricții din partea autorităților  musulmane, proprietare ale locului. Zidul Plângerii a fost folosit tot mai des de către liderii mișcării naționaliste arabe palestiniene, mai ales de către Muftiul Ierusalimului, Hadj Amin al Husseini - prieten și colaborator al lui Hitler - drept motiv pentru agitarea maselor musulmane împotriva evreilor, sub pretextul că aceștia ar vrea sa distrugă geamia de pe Muntele Templului, pentru a o înlocui cu un Templu evreiesc.
Litigiului Zidului a dus la întrunirea în anul 1930 a unei comisii internaționale de determinare a drepturilor și revendicărilor musulmanilor și evreilor în zonă, care nu a izbutit să rezolve conflictul.
În urma războiului arabo-israelian din 1948, în anii 1948-1949 Orașul Vechi împreună cu Zidul Plângerii au fost cucerite de Legiunea Arabă transiordaniană și anexate la emiratul arab al Transiordaniei, devenit ulterior Regatul Hașemit al Iordaniei. Administrația iordaniană (între anii 1948-1967) a interzis total accesul evreilor la Zidul Plângerii.
Ca urmare a Războiului de Șase Zile din iunie 1967 Orașul Vechi al Ierusalimului a fost ocupat de armata israeliană și a intrat în controlul Israelului care a cumpărat și a dărâmat vechiul cartier aflat în preajma Zidului, creând în fața lui o mare esplanadă, care permite adunarea pentru rugăciune a unor mari mase de credincioși. 
Zidului de apus i se atribuie de către evrei, o mare însemnătate religioasă, națională și istorică, având și valoarea unui memorial național. Loc de rugăciune cotidian, Zidul de apus reunește mari mase de credincioși cu ocazia sărbătorilor cultului mozaic, de asemenea este pentru mulți un loc de celebrare a ceremoniilor de Bar Mitzva. El este și un loc de reculegere pentru înalții oaspeți care vizitează Israelul și un loc de atracție pentru sute de mii de turiști de toate originile și confesiunile. În fața Zidului au loc și ceremonii de jurământ ale soldaților Armatei de apărare a Israelului.

## Denumirea
Jews may often be seen sitting for hours at the Wailing-place bent in sorrowful meditation over the history of their race, and repeating often times the words of the Seventy-ninth Psalm. On Fridays especially, Jews of both genders, of all ages, and from all countries, assemble in large numbers to kiss the sacred stones and weep outside the precincts they may not enter. 
Textele evreiești timpurii fac referire la un „zid de apus al Templului” (midrashul „Shir Hashirim Raba” sau Midrash Hazita cap.2),, în midrashul „Bamidbar Raba” cap.2  și în Shemot Raba , cap.2 și în cartea ח"ב, ה „Zohar”  dar nu se știe precis dacă ele se referă la Zidul de apus cunoscut astăzi sau se referă la un altul care se afla în complexul Templului. Cea mai veche și clară folosire de către evrei a termenului „Zidul de apus” pentru zidul vizibil astăzi datează din secolul al XI-lea și a fost făcută de Ahimaatz Ben Paltiel.
Numele „Zidul de apus” și descrierea lui drept „loc al plângerii” a apărut în mod curent în literatura creștină engleză pe parcursul secolului al XIX-lea În franceză denumirea paralelă era „Le Mur des Lamentations”, iar în germană Die Klagemauer. Acest termen era o traducere din denumirea arabă Haayt el-Mabka sau pe scurt Al Mabka, „Locul plângerii”. Aceasta provenea de la practica evreilor de a veni la zid si de a plânge distrugerea Templului. În timpul anilor 1920, odată cu creșterea tensiunilor arabo-evreiești legate de drepturile asupra zidului, arabii au început să se refere la zid cu termenul „al-Buraq” sau Al Buraq al Sharif (Nobilul Buraq). Acest termen se baza pe tradiția după care zidul ar fi fost locul unde Mohamed și-a legat armăsarul sau animalul fantastic înaripat, Buraq.

## Localizarea și dimensiunile

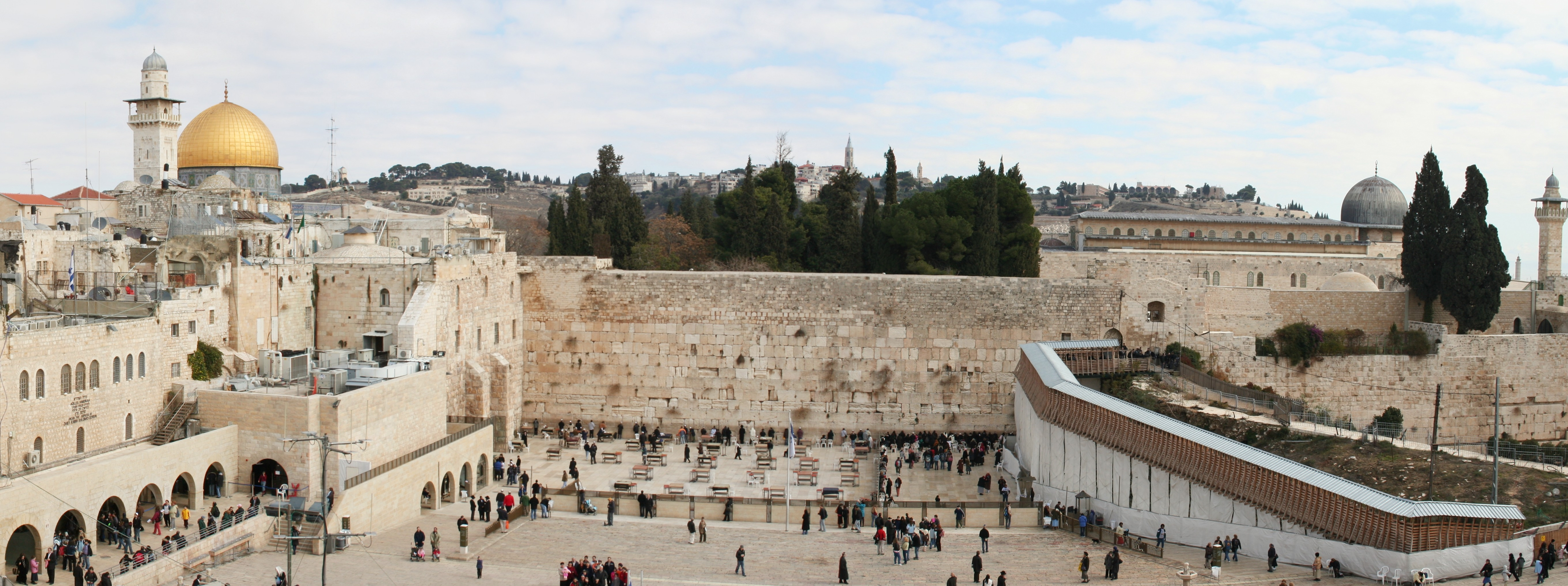
Panorama Zidului de apus și Cupola Stâncii (stânga) și Moscheea Al-Aqsa (dreapta) în cadru

Sub numele de „Zidul de apus” sau „Zidul plângerii” este cunoscută o porțiune vizibilă de 57 de metri din Zidul antic de vest în sensul larg, situată în flancul de apus al Muntelui Templului. Această porțiune este mărginită actualmente de esplanada Zidului care este în mare parte, un loc de rugăciune și reculegere. Totuși, cea mai mare parte din Zidul de apus (lungă de 488 metri) este îngropată și se întinde în spatele structurilor rezidențiale construite de-a lungul său.În afara „Zidului plângerii”, alte sectoare vizibile ale zidului vestic includ partea lui de sud, care măsoară aproximativ 80 de metri lungime și o altă porțiune mai mică, cunoscută dca „Micul Zid de apus” care este localizată în Cartierul musulman, aproape de Poarta de Fier. Zidul de apus, în sensul larg, a fost inițial un zid de suport, construit pentru a menține fundația pentru renovările pe care Irod cel Mare le-a făcut în jurul anului 19 î.Hr. pe Muntele Templului, acestea vizând, între altele, extinderea micului platou cvasi-natural pe care au s-au înălțat primul și al doilea Templu.
Până în vremea lui Irod Muntele Templului era relativ mic și se întindea pe suprafața naturală a Muntelui Moriya. Irod a extins perimetrul Muntelui Templului spre wadi-urile și colinele care îl inconjurau. Pentru a sprijini noul platou extins, ale cărui margini erau prevăzute a fi desupra solului, Irod a ridicat patru ziduri imense de susținere, care au creat împreună o structură în formă de trapez. În spațiul dintre ziduri și Muntele Templului el a construit arcuri și bolți.
În anul 2011, sub primul strat al Zidului de apus, în zona Arcului Robinson s-au descoperit monede care fuseseră bătute la 20 ani după moartea lui Irod. Această descoperire a contrazis ipoteza după care Zidul plângerii ar fi fost în totalitatea sa zidit în timpul lui Irod cel Mare.
În dreptul esplanadei Zidului de apus, înălțimea totală a zidului de la fundație este estimată la 32 de metri, partea vizibilă având aproximativ 19 metri înălțime. Zidul e alcătuit din 45 straturi de pietre, 28 din ele aflându-se deasupra solului, iar 17 subterane. Primele șapte straturi vizibile provin din perioada herodiană. Aceste straturi sunt constituite din blocuri imense de calcar de Ierusalim (meleke), probabil aduse de la Peștera lui Zedechia, situată în actualul cartier musulman al Orașului Vechi sau de la Ramat Shlomo, la patru kilometri nord-vest de Orașul Vechi. Cele mai multe dintre blocurile de piatră cântăresc între două și opt tone fiecare, dar altele cântăresc și mai mult, un bloc ieșit din comun situat în partea nordică a Arcului Wilson măsurând 13 metri lungime, 3,3 metri înălțime și o grosime de 4,6 metri și cântărind aproximativ 570 tone, aproximativ cât greutatea a opt tancuri.

. Fiecare dintre aceste pietre are marginile fin cioplite. Marginile măsoară între 5 și 20 de centimetri cu adânciri de 1,5 centimetri. În perioada herodiană, cei 10 metri din vârful zidului aveau 1 metru grosime și au servit drept al doilea zid al dublei colonade a platoului. Această secțiune superioară a fost decorată cu pilaștri, resturile acestora fiind distruse în 628 când bizantinii au recucerit Ierusalimul de la perșii sasanizi,care fusesera susținuți de locuitorii evrei.
4 straturi au fost adăugate ulterior de către califii arabi Omeiazi în secolul al VII-lea. Următoarele 14 straturi sunt din perioada otomană iar adăugarea lor este atribuită uneori în mod greșit lui Sir Moses Montefiore care în 1866 s-ar fi străduit ca ele să fie adăugate „pentru protejarea de ploi a tuturor celor care vin să se roage la sfintul vestigiu ale templului”. Cele trei straturi din vârf au fost adăugate de Muftiul Ierusalimului înainte de 1967.

## Istorie

### Construcția (19 î.Hr)
După Tanakh (Biblia ebraică) sau Vechiul Testament al creștinilor,, Templul lui Solomon a fost construit pe Muntele Templului, se crede în secolul al X-lea î.Hr.. El a fost distrus de babilonieni aproximativ în 586 î.Hr, iar al Doilea Templu a fost finalizat în 516 î.Hr. În jurul anului 19 î.Hr, Irod cel Mare a început un proiect de extindere masivă pe Muntele Templu. Alături de renovarea și lărgirea templului, el a extins de asemenea platforma pe care stătea, astfel lărgind incinta. Zidul de Apus de astăzi a fost parte a perimetrului de susținere a platformei.
În 2011, arheologii israelieni au anunțat descoperirea unor monede romane făcute după moartea lui Irod sub fundația secțiunii sudice a zidului. Aceasta indică faptul că Irod nu a construit întregul zid și că construcția nu era nici pe departe aproape de finalizare la moartea lui. Descoperirea confirmă descrierea istoricului Josephus Flavius, după care construcția a fost finalizată doar în perioada domniei lui Agrippa al II-lea, strănepotul lui Irod cel Mare. Templul lui Irod a fost distrus de romani, alături de restul Ierusalimului, în 70 d.Hr, ca urmare a Primului Război Evreo-Roman.

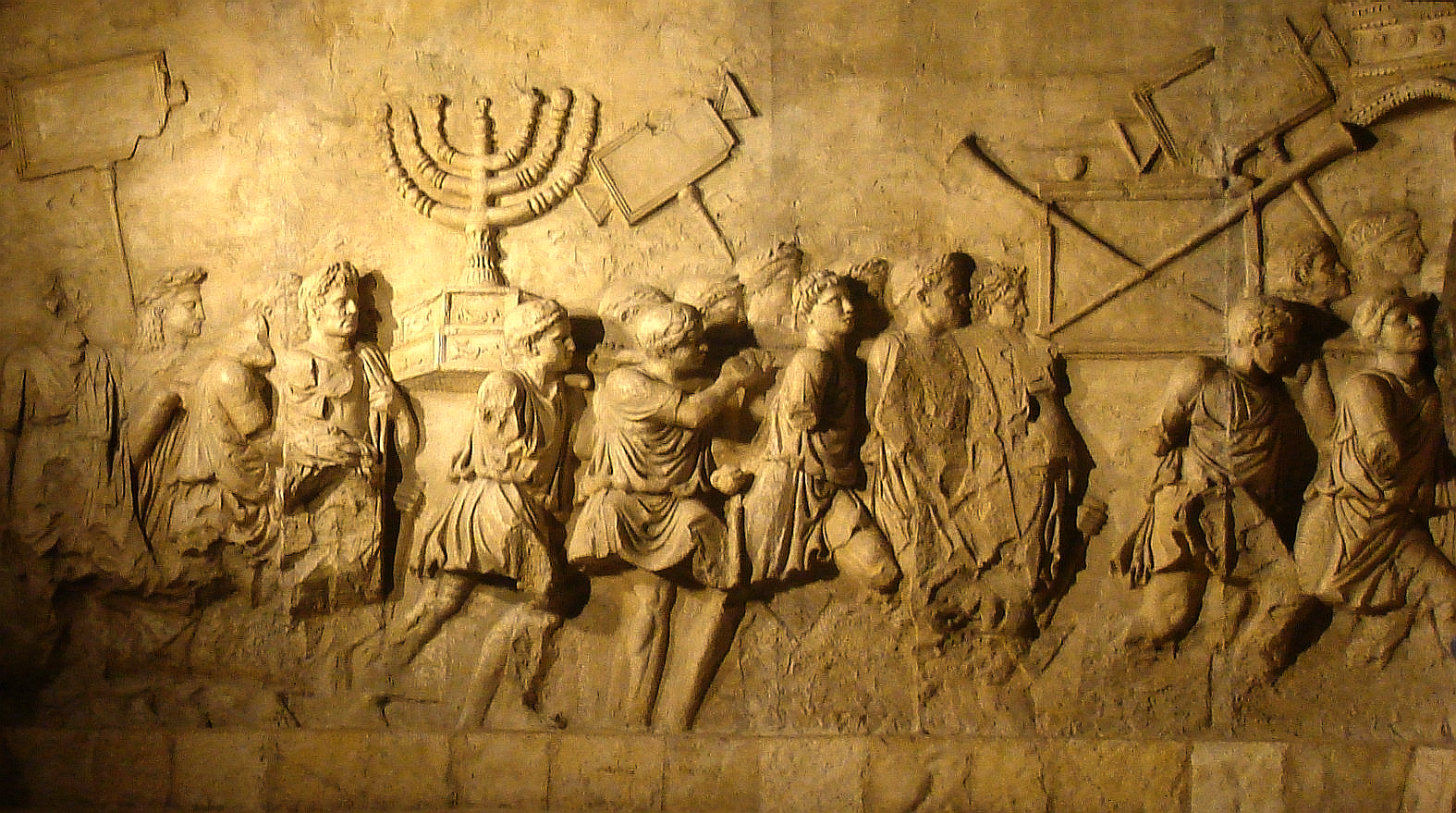
Detaliu de pe Arcul lui Titus (Roma) care reprezintă Tezaurul din Ierusalim prăduit de romani.

### Imperiul Roman și ascensiunea creștinismului (100-500)
În primele secole din era noastră, după înfrângerea răscoalei lui Bar-Kohba din 135 de către romani, evreilor le-a fost interzis să intre în Ierusalim. Există unele dovezi că împărații romani din secolele II și III le-au permis să viziteze orașul și să se închine la Muntele Măslinilor și uneori chiar la Muntele Templului. Când imperiul a devenit creștin sub Constantin I, evreii au primit permisiunea de a intra în Oraș o dată pe an, în ziua a noua a lunii Av, pentru a plânge pierderea Templului la zid. „Itinerarium Burdigalense”, scris în anul 333, sugerează că în fiecare an, evreii vin la piatra de fundație pentru a plânge și că chiar iși sfâșiau hainele de pe ei în fața zidului. Au parvenit de asemenea diferite menționări, inclusiv ale părinților bisericii, Grigore de Nazians și Jerome în scrisoarea lui către Țefania scrisă în anul 392. În secolul al IV-lea, surse creștine arată că evreii întâmpinau dificultăți mari în a cumpăra dreptul de a se ruga lângă peretele vestic, cel puțin în data de 9 Av. În anul 425, evreii din Galileea au scris Împărătesei bizantine Aelia Eudocia solicitând permisiunea de a se ruga la ruinele Templului. Permisiunea a fost acordată și le-a fost permis oficial să se reașeze în Ierusalim.

### Evul Mediu (500-1500)
Câțiva autori evrei din secolele al X-lea și al XI-lea (Aaron ben Meir, Samuel ben Paltiel, Solomon ben Iuda și alții) au menționat venirea evreilor la Zidul de apus pentru rugăciune. Cronica lui Ahimaatz, scrisă în 1050 e.c, descrie distinctiv Zidul de Apus ca un loc de rugăciune pentru evrei. La scurtă vreme după perioada cruciadelor, o sinagogă a fost construită pe pe acel lor. 
Pelerinul evreu Isaac Helo (1334), scrie despre un rege arab care a cucerit Palestina de la creștini. (Posibil se referă la capturarea Ierusalimului de Umar în 637). Regele a făcut un jurământ că dacă va cuceri Ierusalimul, va restaura ruinele templului. După victoria sa, el a căutat ruinele dar acestea au fost ascunse sub mormane de gunoi. Un om în vârstă sa apropiat de rege spunând „O să îți spun unde este Templul, dar vreau ca tu să juri că ne vei lăsa Zidul de Vest nouă”. După ce a promis, regelui i-a fost arătat unde erau îngropate ruinele. Regele a ordonat ca locul să fie curățat și să fie „construită o magnifică moschee și evreilor să le fie lăsat Zidul de Vest, care se adunau acolo pentru a se ruga”. Helo a mai scris de asemenea că „acesta este Zidul de Vest, cel care stă în fața templului lui Omar ibn al Khattab și care este numit „Poarta Iertării”. Evreii se adunau pentru a se ruga, asa cum relatase deja și Rabinul Beniamin . Astăzi, zidul este unui dintre cele șapte minuni ale Orașului Sfânt”. Se referea la Beniamin din Tudela, care în perioada cruciadelor, în jurul anului 1167 a scris „În fața acestui loc este Zidul de Apus, care este unul dintre zidurile Sfintei Sfintelor. Este numită „Poarta Iertării” și la ea vin toți evreii să se roage”.
La puțin timp după asediul Ierusalimului, în 1193, fiul lui Saladin a fondat în zona adiacentă zidului o organizație caritabilă. A fost numită după un renumit mistic, Abu Madyan Shuaib, și dedicată localnicilor din zonă, originari din Maroc. Case au fost construite la doar 4 metri de zid. Prima mențiune din tradiția islamică spune că Buraq a fost legat în acest loc este din secolul al XIV-lea. Un manuscris al lui Ibn Furkah (d. 1328) se referă la Bab al-Nab, un vechi nume pentru o poartă de-a lungul zidului de sud-vest al complexului Haram al-Sharif.
Rabinul Ovadia din Bertinoro a scris în 1488 că „Zidul de apus, partea care încă există, este făcut din pietre mari, groase, mai mari decât la oricare clădiri văzute din antichiate în Roma sau în alte țări”

### Perioada Otomană (1517-1917)

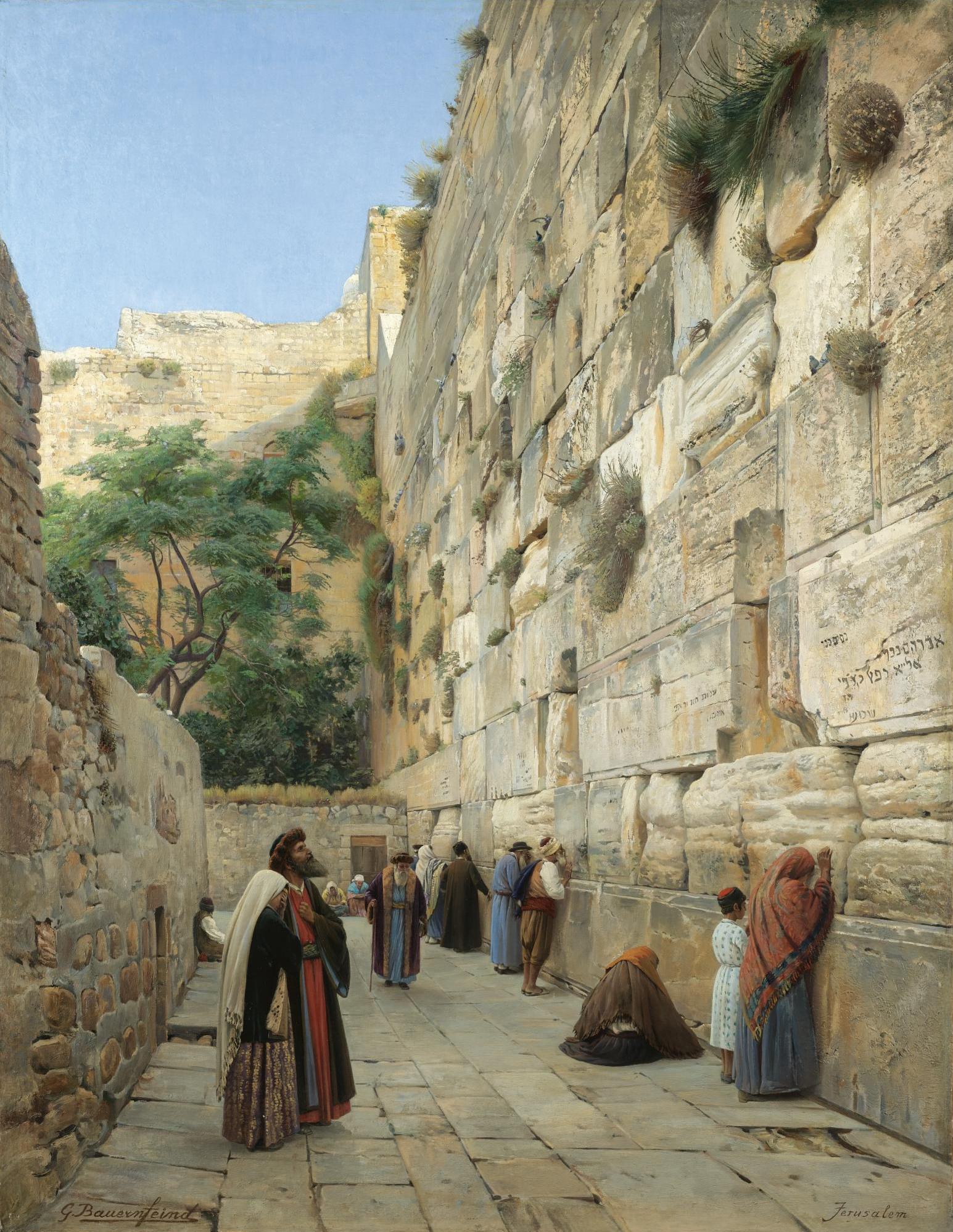
Zidul Plângerii, Ierusalim, de Gustav Bauernfeind (secolul al XIX-lea).

În 1517, Imperiul Otoman sub Selim I-ul a cucerit Ierusalimul de la mameluci care l-au avut din 1250. Otomanii au avut o atitudine binevoitoare față de evrei, primindu-i pe refugiații evrei care au fost expulzați din Spania de Ferdinand al II-lea de Aragon și Isabela I a Castiliei în 1492. Sultanul Soliman I Magnificul a fost atât de atașat de Ierusalim și de soarta lui, astfel încât a ordonat ca un magnific zid-fortăreață să fie construit în jurul întregului oraș, astăzi Zidul Vechiului Oraș.
Sunt mai multe relatări care arată eforturile lui Soliman pentru găsirea ruinele Templului.
În a doua parte a secolului al XVI-lea, Soliman Magnificul le-a acordat evreilor dreptul de a se ruga la Zidul de Vest și l-a pus pe arhitectul curții, Mimar Sinan să construiască un oratoriu pentru ei acolo.
În 1625 sunt menționate pentru prima dată rugăciunile organizate la Zid de către un învățat al cărui nume nu a fost păstrat. Rabinul Ghedalia din Semitizi, care a mers în Ierusalim în anul 1699, scrie că suluri din Lege erau fost aduse la Zid cu ocazia unor dezastre sau probleme sociale.
De-a lungul secolelor, terenul din apropierea Zidului a fost ocupat de construcții. Accesul publicului la Zid a fost făcut prin cartierul marocan, printr-un labirint de alei înguste. În mai 1840 a fost emis un firman de către Ibrahim Pașa a interzis evreilor să paveze pasajul. Le-a fost interzis de asemenea „ridicarea vocii lor și afișarea cărților lor în acel loc”. Totuși, le-a fost permis să viziteze Zidul „așa cum era din vechime”.
Rabinul Iosef Schwarz a scris la mijlocul secolului al XIX-lea următoarele:
De-a lungul timpului, numărul mare de oameni strânși la adunările de rugăciune a dus la apariția de tensiuni între evreii care doreau un acces mai ușor și mai mult spațiu și rezidenții care se plângeau de zgomotul produs. Acestea au dat naștere la încercările evreiești de a obține dreptul de proprietate asupra terenului adiacent zidului.

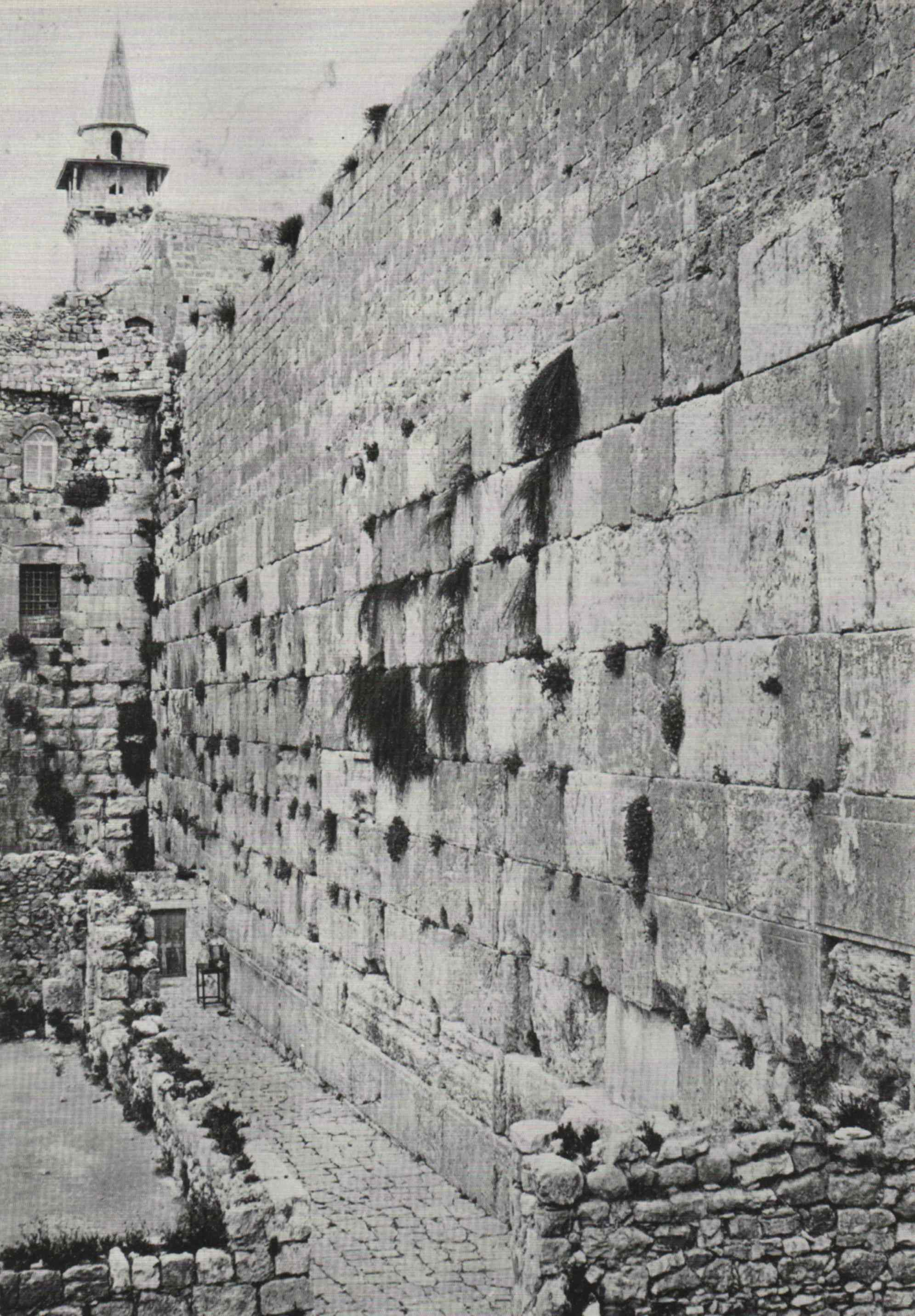
Fotografie a Zidului de Apus, 1870

La sfârșitul anului 1830, un evreu bogat pe nume Shemarya Luria a încercat să cumpere case de lângă zid, dar nu a avut succes. La fel, un alt evreu, Abdullah din Bombay a încercat să cumpere Zidul de Apus în 1850. Rabinul Hillel Moshe Gelbstein s-a stabilit la Ierusalim. El a aranjat ca bănci și mese să fie aduse la Zid în fiecare zi pentru grupurile de studiu organizate pe care le-a condus ani în șir. A stabilit de asemenea un plan prin care curțile de lângă zid să fie achiziționate cu intenția de a stabili trei sinagogi. Câte una pentru sefarzi, Hasidimi și Perushimi. De asemenea, el s-a străduit să restabilească o veche practică numită „Gardienii de Onoare” care erau poziționați în jurul Muntelui Templului.
El a închiriat de asemenea o casă în apropierea zidului și a plătit oameni să stea de pază. Totuși, această situație a durat doar o scurtă perioadă de timp, din cauza resentimentelor arabe și a lipsei de fonduri.

#### Firmane emise de Poartă referitor la Zid
De-a lungul stăpânirii otomane au fost emise câteva firmane în care se fac referiri la Zidul Plângerii:
| Anul   | Emis de                          | Conținut |
| ------ | -------------------------------- | --- |
| c.1560 | Soliman I                        | Recunoașterea oficială a dreptului evreilor de a se ruga. |
| 1840   | Ibrahim Pașa al Egiptului        | Interzicea evreilor să paveze drumul la Zid. Îi avertiza împotriva “ridicarea vocii și arătarea cărților lor.” Le era totuși permis “să viziteze zidul.”                                          |
| 1841*  | Ibrahim Pașa al Egiptului        | “la fel ca cele din 1893 și 1909” |
| 1889*  | Abdul Hamid II                   | Nu va exista nicio interferență în locurile de rugăciune, devoțiune și pelerinaj a evreilor care sunt situate în localitățile care sunt dependente de Rabinatul Șef, precum nici de ritualul lor. |
| 1893*  |                                  | Confirmă firmanul din 1889. |
| 1909*  |                                  | Confirmă firmanul din 1889. |
| 1911   | Consiliul Administrativ din Liwa | Interzice evreilor să pună anumite lucruri în zid |

* Aceste firmane au fost citite de evrei în Comisia Internațională din 1930, ca dovadă asupra dreptului evreilor asupra Zidului, dar au fost respinse de arabi.

### Dominația britanică (1917-48)

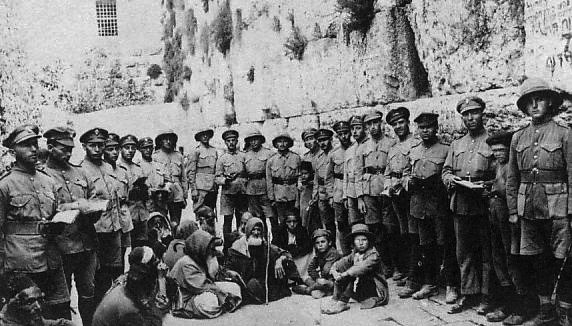
Soldați din Legiunea evreiască la Zidul Plângerii după cucerirea Ierusalimului de către britanici, 1917

În decembrie 1917, forțele britanice conduse de Edmund Allenby au capturat Ierusalimul de la turci. Allenby a promis „că fiecare clădire sfântă, monument, altar, loc tradițional, moștenire sau loc obișnuit de rugăciune indiferent sub ce formă a celor trei religii vor fi menținute și protejare în conformitate cu obiceiurile și credințele existente”.
În 1919, liderul sionist Chaim Weizmann, nerăbdător de a permite evreilor să viziteze locul lor sfânt, s-a apropiat de guvernatorul militar britanic din Ierusalim, coloneul Sir Ronald Storrs și i-a oferit între 75.000 și 100.000 de lire sterline (aproximativ 5 milioane de lire la valoarea de azi) pentru a-i permite să cumpere zona de la poalele zidului și dărâmarea caselor ocupanților. Storrs a fost entuziast de idee, deoarece el spera că o parte din bani va fi folosită pentru a îmbunătății educația musulanilor. Deși optimiste la început, negocierile au eșuat după opoziția puternică a musulmanilor. Storrs a scris două decenii mai târziu: 
„Acceptarea propunerilor, dacă ar fi fost acceptată, ar fi prevenit ani de umilințe mizerabile, inclusiv pângărirea zidului și culminând cu revoltele oribile din 1929”
La începutul anului 1920, prima dispută evreo-arabă din cauza zidului a avut loc atunci când autoritățile musulmane au efectuat unele lucrări de reparații minore la partea superioară a zidului. Evreii, deși considerau că lucrările sunt necesare, au apelat la britanici pentru ca acestea să fie sub supravegherea Departamentului de Antichitați nou înființat, pentru că zidul era o relicvă antică.
În 1926, un alt efort eșuat de a achiziționa zona adiacentă a Zidului a fost făcută de către colonelul sionist palestinian Frederick H. Kisch, care a încercat să cumpere zona pentru a crea un spațiu deschis cu bănci pentru vârstnicii care se roagă. În 1928, Organizația Sionistă a raportat că John Chancellor, Înaltul Comisar al Palestinei, considera că Zidul de apus trebuie să treacă sub controlul evreilor și a întrebat „de ce nici un mare filantrop evreu nu l-a cumpărat deja?”.

#### Tulburările din septembrie 1928

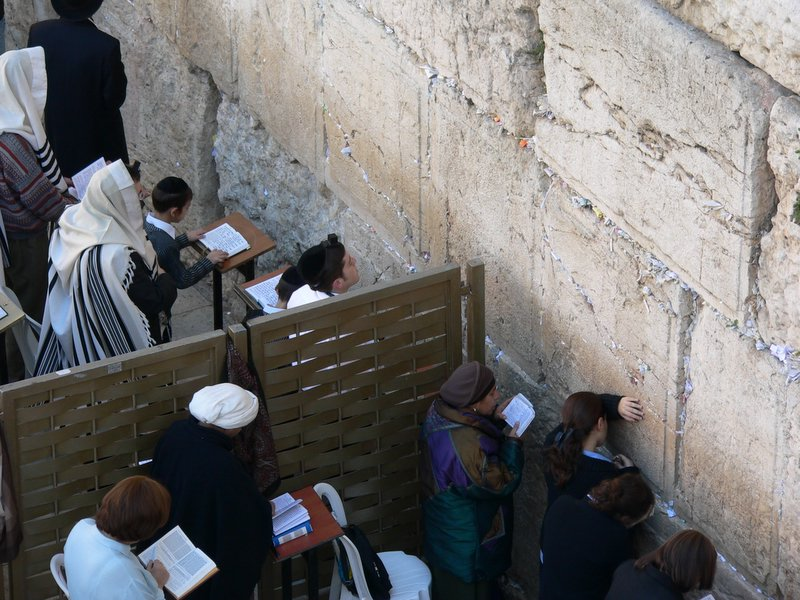
Introducerea unei Mehitza asemenea celei din imagine la zid în 1928 a fost catalizatorul confruntărilor dintre arabi, evrei și autoritățile mandatoare

În 1922, autoritățile mandatoare au reafirmat un statu quo care recunoștea dreptul de proprietate al musulmanilor asupra Zidului plângerii, constata folosirea ulicioarei din fața zidului ca loc de trecere de către locuitorii cartierului arab Magharbe (al moghrabilor) și interzicea plasarea de bănci sau scaune sau orice fel de obstacole lângă Zidul Plângerii. Ultima interdicție de acest fel fusese emisă de autoritățile otomane în anul 1915 dar firmanul otoman a fost retras de îndată, la intervenția Haham Bași-ului. În 1928, Comisarul Districtual al Ierusalimului, Edward Keith-Roach, a acceptat o solicitare arabă pentru a impune această interdicție. Astfel, ofițerul britanic staționat în zona Zidului a primit misiunea de a nu permite evreilor să se așeze în apropierea Zidului. Evreilor nu le era permis nici să separe femeile de bărbați printr-un paravan. În practică, această interdicție nu era aplicată în mod rigid, și existau situații în care se aducea un paravan separator atunci când numărul de credincioși era mai mare.
La 24 septembrie 1928, în ziua de Yom Kippur sau Ziua Ispășirii, cea mai importantă dată a calendarului religios evreiesc, poliția britanică (se pare, foști membri ai unităților „Black and Tans” care au acționat în trecut în Irlanda)  a recurs la forță pentru a înlătura paravanul (mehitzá) adus de credincioșii evrei pentru a separa femeile de bărbați. Femei care s-au împotrivit scoaterii paravanului au fost bătute de poliție cu ajutorul unor bucăți de lemn. Și scaunele pe care se așezaseră câțiva dintre bătrâni au fost înlăturate. Episodul a produs consternare în rândul evreilor in lume. Rabinul Sonnenfeld, conducătorul comunității evreilor ultra ortodocși, precum și organizația ultraortodoxă Agudat Israel au condamnat cu asprime ceea ce au considerat drept un act de profanare al locului sfânt. Un miting de protest s-a desfășurat la ieșiva Etz Hayim, după care o mulțime mânioasă de evrei ultrareligioși au atacat un post de poliție, unde se credea ca s-a ascuns ofițerul britanic responsabil.
Comisarul Keith-Roach, a afirmat că paravanul reprezenta o violare a statu quo ului și a informat comunitatea evreiască că îndepărtarea lui a fost efectuată din ordinul său, după ce a primit o reclamație din partea Înaltului Consiliu Musulman. Arabii suspectau ca evreii vor să-si extindă drepturile la Zidul Plângerii, să transforme ulița din fața lui într-o veritabilă sinagogă, și apoi să pună stăpânire și pe tot Muntele Templului de deasupra Zidului, inclusiv Moscheea Al Aqsa. Zidul Plângerii era prezentat de propaganda mufiului Al Husseini ca parte integrantă din Moscheea Al Aqsa. Autoritățile mandatare s-au scuzat pentru incident, dând vina pe epitropul (gabay) evreu al Zidului care nu a înlăturat paravanul așa cum promisese.
O largă campanie de proteste arabe împotriva intențiilor presupuse ale evreilor de a intra în posesia Moscheii Al Aqsa a cuprins întreaga regiune și astfel a fost înființată „Societatea pentru Protecția Locuri Sfinte Musulmane” sau „Comitetul pentru apărarea Sublimului Buraq”. Răspunsul conducerii evreilor din Palestina, Vaad Leumi, a constat într-o declarație în care se spunea: „Noi afirmăm prin prezenta cu tărie și sinceritate că nici un evreu nu s-a gândit vreodată să atenteze la drepturile musulmanilor asupra locurilor lor sfinte, dar frații noștri arabi ar trebui să recunoască, de asemenea, drepturile evreilor la locurile lor proprii sfinte din Palestina”. Comitetul a mai cerut ca administrația britanică să exproprieze zidul in favoarea evreilor.
Din octombrie 1928, Muftiul Amin al-Husseini a organizat o serie de măsuri pentru a demonstra pretențiile arabilor pentru „drepturile exclusive ale arabilor pentru Muntele Templului și împrejurimile lui. El a ordonat construcția de noi clădiri chiar lângă Zidul de apus. Britanicii au acordat arabilor permisiunea de a transforma o clădire învecinată cu Zidul într-o Moschee și de a-i adăuga minarete. Un muezin a fost însărcinat să scandeze apelul la rugăciunea islamică direct lângă Zid. Aceste acțiuni ale musulmanilor au fost văzute ca acțiuni de provocare de către evreii care se rugau la Zid. Ei, deranjați în timpul rugăciunilor, de zgomotul lucrărilor de construcție și de strigătele muezinului, au protestat la rândul lor, iar tensiunile locale dintre cele două comunități s-au amplificat. Înaltul Consiliu Islamic a furnizat autorităților documente din perioada otomană ca suport al plângerilor musulmane. În schimb, Șef rabinatul nu a răspuns la întrebările cu privire la natura accesoriilor de cult iudaic permise lîngă Zid, fiind de părere ca evreii aveau dreptul de a se ruga lângă Zid, fără vreo restricție.
Ulterior, în noiembrie 1928, guvernul a emis o Carte Albă intitulată „Zidul de Apus sau al Plângerii 
din Ierusalim: Memorandum din partea Secretarului de Stat pentru Colonii”, care sublinia menținerea statu quo-ului și a stabilit că evreii pot aduce doar acele „obiecte accesorii permise pe vremea turcilor”.
Câteva luni mai târziu, Hadj Amin s-a plâns înaltului comisar Chancellor că „evreii aduc la Zid tot mai multe bănci și mese și că fac găuri în Zid pentru a agăța lămpi”.

#### Revoltele palestiniene din 1929

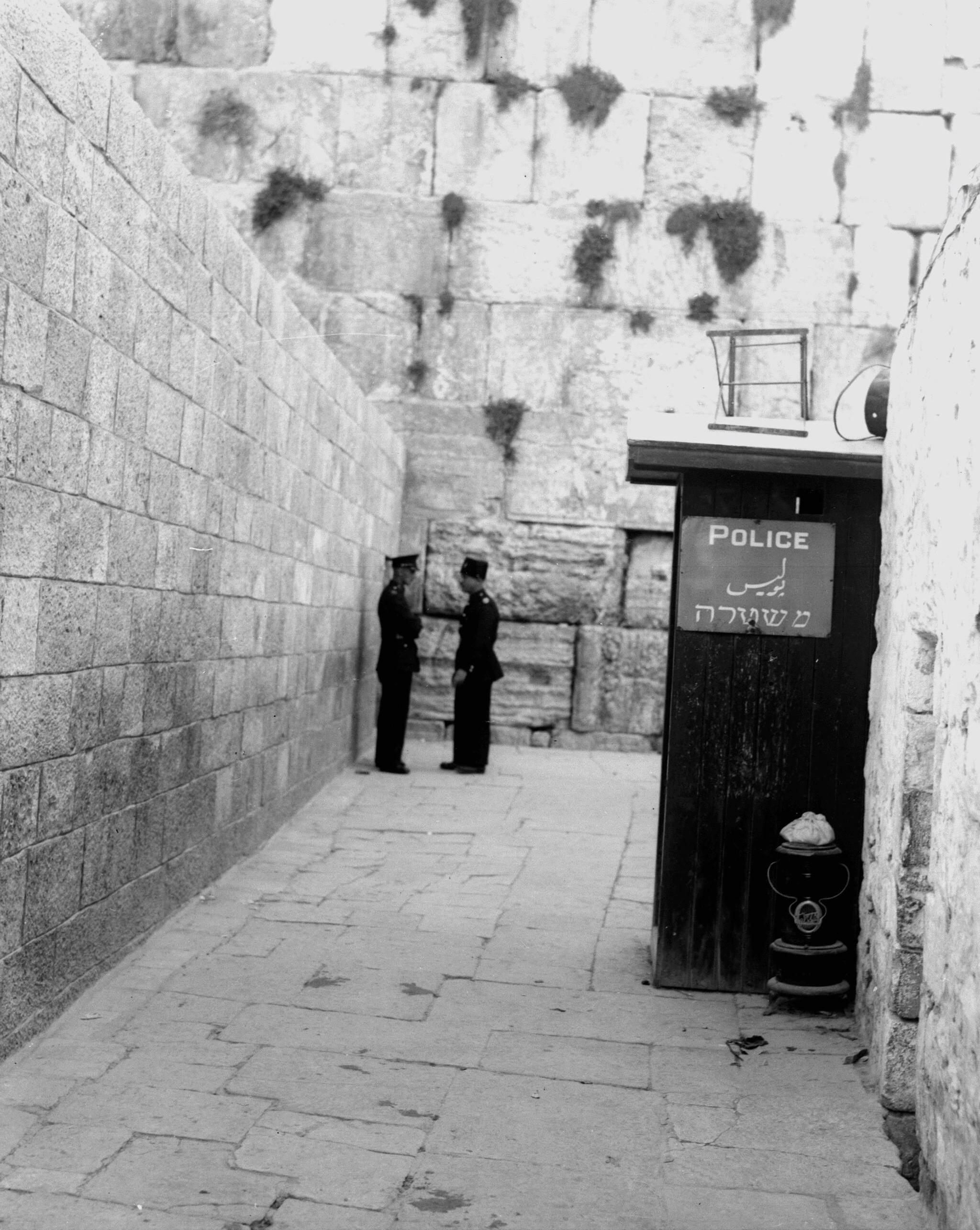
Post de poliție britanic la intrarea în Esplanada Zidului de Apus, 1933

În vara lui 1929, Muftiul a ordonat efectuarea unei deschideri la capătul sudic al aleii de deasupra zidului. Astfel fostul drum fără ieșire a devenit drumul principal care duce de la Muntele Templului către zona de rugăciune de la Zid. Catâri au început a fi mânați prin aleea îngustă, lăsând de cele mai multe ori excremente pe drum. Aceasta, împreună cu alte proiecte de construcție din vecinătate, precum și limitarea accesului la Zid, au dus la proteste ale evreilor către britanici, care, însă, au rămas indiferenți.
În 14 august 1929, după atacuri individuale asupra unor evrei care se rugau la Zid, peste 6000 de evrei au protestat în Tel-Aviv scandând „Zidul este al nostru”. În ziua următoare, 300 de tineri evrei din Tisha B'Av au ridicat steaguri sioniste și au cântat imnul mișcării sioniste la Zid. Următoarea zi, pe 16 august, o adunare organizată de 2000 de arabi musulmani au coborât la Zidul Plângerii, spărgând sinagoga și arzând cărțile de rugăciune. Revolta sa extins în zona comercială evreiască din oraș și a fost urmată după câteva zile de masacrul de la Hebron unde au fost omorâți 67 de evrei în 23 și 24 august 1929.
În întreaga Palestină tulburările arabe au dus la omorârea a 133 evrei și rănirea a altor 339. 110 arabi au fost uciși, majoritatea , de către forțele de ordine britanice, iar 232 au fost răniți.

#### Comisia Internațională din 1930
În 1930, ca răspuns la revoltele din 1920, Guvernul Britanic a numit o comisie „pentru a determina drepturile și pretențiile musulmanilor și evreilor referitoare la Zidul de apus sau al Plângerii”. Liga Națiunilor a aprobat constituirea comisiei cu condiția ca membrii să nu fie britanici.
Evreii au solicitat ca Comisia să ia următoarele măsuri:
- Recunoașterea pretenției imemoriale că Zidul Plângerii este un Loc Sfânt pentru evrei, nu doar pentru evreii din Palestina dar și pentru evreii din întreaga lume.
- Decretarea faptului că evreii vor avea drept de acces la Zid pentru rugăciune și devoțiune în conformitate cu propriul ritual fără interferențe sau întreruperi.
- Decretarea că evreii vor putea să își continue săvârșirea serviciului religios în condiții de decență, bunăcuviință caracteristice unui obicei sacru care a fost efectuat de-a lungul mai multor secole, fără a încălca drepturile religioase ale altora.
- Decretare că emiterea oricăror reguli necesare pentru rugăciune să fie făcută de către Rabinatul Palestinei, care să fie împuternicit cu întreaga responsabilitate în acest domeniu.
- Să sugereze, dacă Comisia aprobă planul, Puterea Mandatoare să îndeplinească aranjamentele necesare prin care proprietățile ocupate acum de Waqful cartierului Moghrabi să fie evacuate, autoritățile Waqfului să accepte în locul lor clădiri noi care urmează si fie construite pe locuri eligibile în Ierusalim, astfel încât obiectivele caritabile, pentru care Waqf a fost fondată să poată fi în continuare îndeplinite.

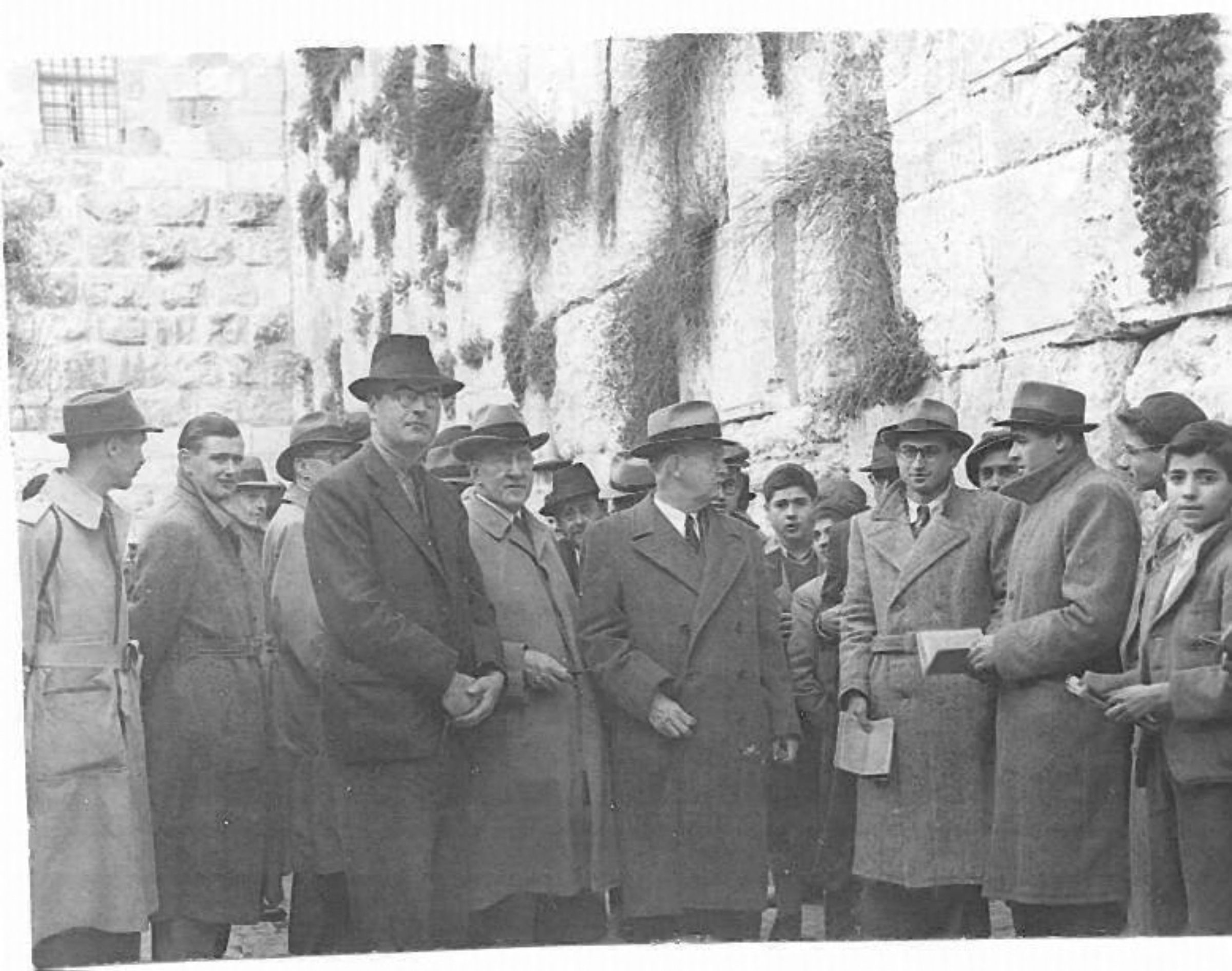
Membrii Comitetului de Anchetă Anglo-American la Zidul de apus, 1946

Comisia a concluzionat că Zidul, și zona adiacentă precum și Cartierul Marocan, sunt deținute de către Wakful musulmani. Totuși, evreii au dreptul la acces liber către Zidul Plângerii pentru rugăciune și devoțiune religioasă oricând”, sub rezerva unor prevedere care limitează obiectele ce pot fi aduse la perete și a interzicerea suflării din shofar. Musulmanilor le era interzis să perturbeze rugăciunile și serviciul religios al evreilor prin orice mijloace.
Yitzchak Orenstein, care a deținut funcția de rabin al Zidului de Apus scria în Aprilie 1930 că „Învățătorul nostru, Rabinul Yosef Haim Sonnenfeld a venit să se roage în această dimineață la Zid iar unul dintre cei prezenți a adus un mic scaun pentru Rav ca să se odihnească câteva momente. Cu toate acestea, nici nu a avut timp să se așeze că un ofițer arab a apărut și i-a luat scaunul de sub el”. Pe parcursul anilor 1930, la finalul Yom Kippur, tinerii evrei încălcau repetat interdicția suflării în shofar cea ce ducea la arestarea lor și urmărirea penală. Ei erau de obicei amendați sau condamnați la închisoare de la trei la șase luni.

### Dominația Iordaniană (1948-67)
Pe parcursul războiului arabo-israelian din 1948, Vechiul Oraș împreună cu Zidul a fost ocupat de trupele iordaniene. Articolul VIII din Acordul de Armistițiu din 1949 acorda acces evreilor israelieni la Zidul Plângerii. Totuși, în următorii 19 ani, în ciuda mai multor cereri din partea oficialilor israelieni și a grupurilor evreiești de la Națiunile Unite și alte organisme internaționale care doreau aplicarea acordului de armistițiu, Iordania a refuzat să respecte acest articol. Nici arabii israelieni și nici evreii israelieni nu au putut vizita locurile sfinte din teritoriile iordaniene. O excepție a fost făcută pentru creștini, care puteau participa la ceremonia de Crăciun din Betleem. Unele surse pretind că evreii puteau vizita zidul dacă ar fi călătorit prin Transiordania (care nu era o opțiune pentru Israelieni) și dacă nu aveau o viză israeliană pe pașaport. Doar soldații iordanieni și turiștii puteau fi găsiți acolo. Un loc de pe Muntele Sionului, unde se putea vedea Zidul, a devenit locul unde evreii se adunau pentru a se ruga. Pentru mii de pelerini, muntele era cel mai apropiat loc de Zid aflat sub controlul Israelului, devenind un substituent pentru locul ceremoniei tradiționale a binecuvântării care avea loc cu ocazia sărbătorilor celor Trei Pelerinaje.

#### Semnul „Al Buraq Rd”
Pe durata ocupației iordaniene a Orașului Vechi, un semn stradal din ceramică scris în arabă și engleză a fost pus pe o piatră a zidului. Așezat la trei metri înălțime, era făcut din opt tipuri de ceramică și conținea cuvântul „Al Buraq” în arabă și „Al-Buraq (Wailing Wall) Rd” în engleză, pe rândul de jos. Atunci când soldații israelieni au ajuns la zid în 1967, unul dintre ei a încercat să adauge și litere ebraice. Ziarul „Jerusalem Post” scria în 8 iunie că Ben Gurion a mers la zid și „a privit cu dezgust” semnul stradal, spunând „asta nu e normal, trebuie coborât imediat” după care a fost desfăcut de pe zid. Acest act a simbolizat capturarea orașului vechi, precum și posibilitatea evreilor de a vizita aceste locuri. Aceste amintiri emoționante au fost relatate de David Ben Gurion și Shimon Peres.

### Guvernarea Israeliană (1967-prezent)
După victoria Israelului de după Războiul de Șase Zile din 1967, Zidul Plângerii a ajuns sub controlul Israelului. Yizchak Rabin, al cincelea Prim-Ministru al Israelului, descrie momentul când soldații Israelului au ajuns la Zid:

Imaginea iconică a soldaților Israelieni la scurt timp după capturarea Zidului de Vest în timpul Războilului de Șase Zile

„There was one moment in the Six-Day War which symbolized the great victory: that was the moment in which the first paratroopers – under Gur's command – reached the stones of the Western Wall, feeling the emotion of the place; there never was, and never will be, another moment like it. Nobody staged that moment. Nobody planned it in advance. Nobody prepared it and nobody was prepared for it; it was as if Providence had directed the whole thing: the paratroopers weeping – loudly and in pain – over their comrades who had fallen along the way, the words of the Kaddish prayer heard by Western Wall's stones after 19 years of silence, tears of mourning, shouts of joy, and the singing of "Hatikvah".”
La 48 de ore după capturarea zidului, militarii, fără vreun ordin din partea guvernului, în grabă au început să demoleze întreg cartierul marocan care începea la 4 metri de Zid. Conform lui Eyal Weizman, Chaim Herzog, care mai târziu a devenit al șaselea președinte al Israelului a luat cea mai mare parte a responsabilității distrugerii cartierului marocan:
„Când am vizitat Zidul de apus am găsit lipit de el o toaletă... am decis să o îndepărtăm și am ajuns la concluzia că putem evacua întreaga zonă din fața Zidului de Apus...o oportunitate istorică ce probabil nu mai avea să apară. Știam că în sâmbăta următoare, la 14 iunie avea loc Sărbătoarea evreiască Shavouot și era posibil ca unii să vrea să vină să se roage... trebuia să terminăm până atunci.”

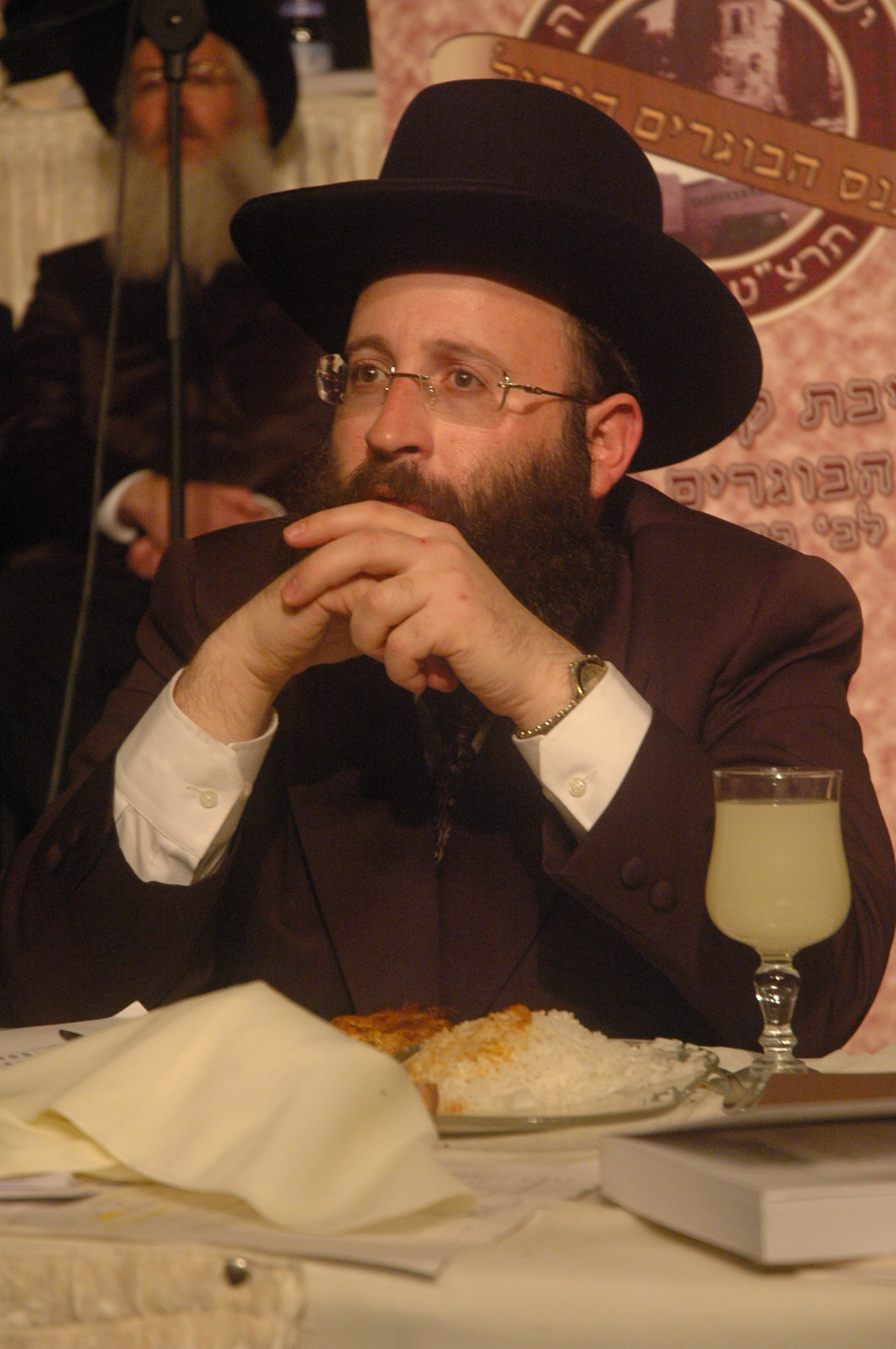
Rabinul Shmuel Rabinowitz la evenimentul Kol Torah in 2007

Zona îngustă care era pavată și putea primi maxim 12.000 de oameni pe zi a fost transformată într-o imensă piață care putea aduna 400.000 de oameni. Piața se întindea de la zid la Cartierul Evreiesc. Secțiunea Zidului dedicată rugăciunilor a fost extinsă spre sud pentru a dubla lungimea sa inițială de la 30 la 60 de metri, în timp ce spațiul de 4 metri din fața zidului a fost crescută la 40 de metri. Astfel, cei 40 metri de dinainte au devenit o Piață măsurând 20.000 de metri pătrați.
Noua esplanadă creată în 1967 este folosită pentru rugăciune și adunări publice, inclusiv festivități de Bar mitzvah și ceremonii de depunere a jurământului pentru noii soldați israelieni. Zeci de mii de evrei vin la Zid cu ocazia sărbătorilor evreiești și în special cu ocazia postului de Tisha B'Av, care marchează distrugerea Templului și de Ziua Ierusalimului, care comemorează reunificarea Ierusalimului din 1967 și căderea zidului în mâinile evreilor.
La 10 mai 2013, pentru prima dată în istorie, activiste feministe evreice s-au rugat vinerea, fără constrângeri și sub protecția poliției, în fața Zidului Plângerii.

#### Rabinul Zidului
După războiul arabo-israelian din 1967, Rabinul Yehuda Meir Getz a fost numit să supravegheze procesiunile de la Zidul de apus. După moartea Rabinului Getz în 1995, funcția a fost preluată de rabinul Shmuel Rabinowitz

## Teologie și ritualul religios

### Iudaism

#### Plângerea distrugerii Templului

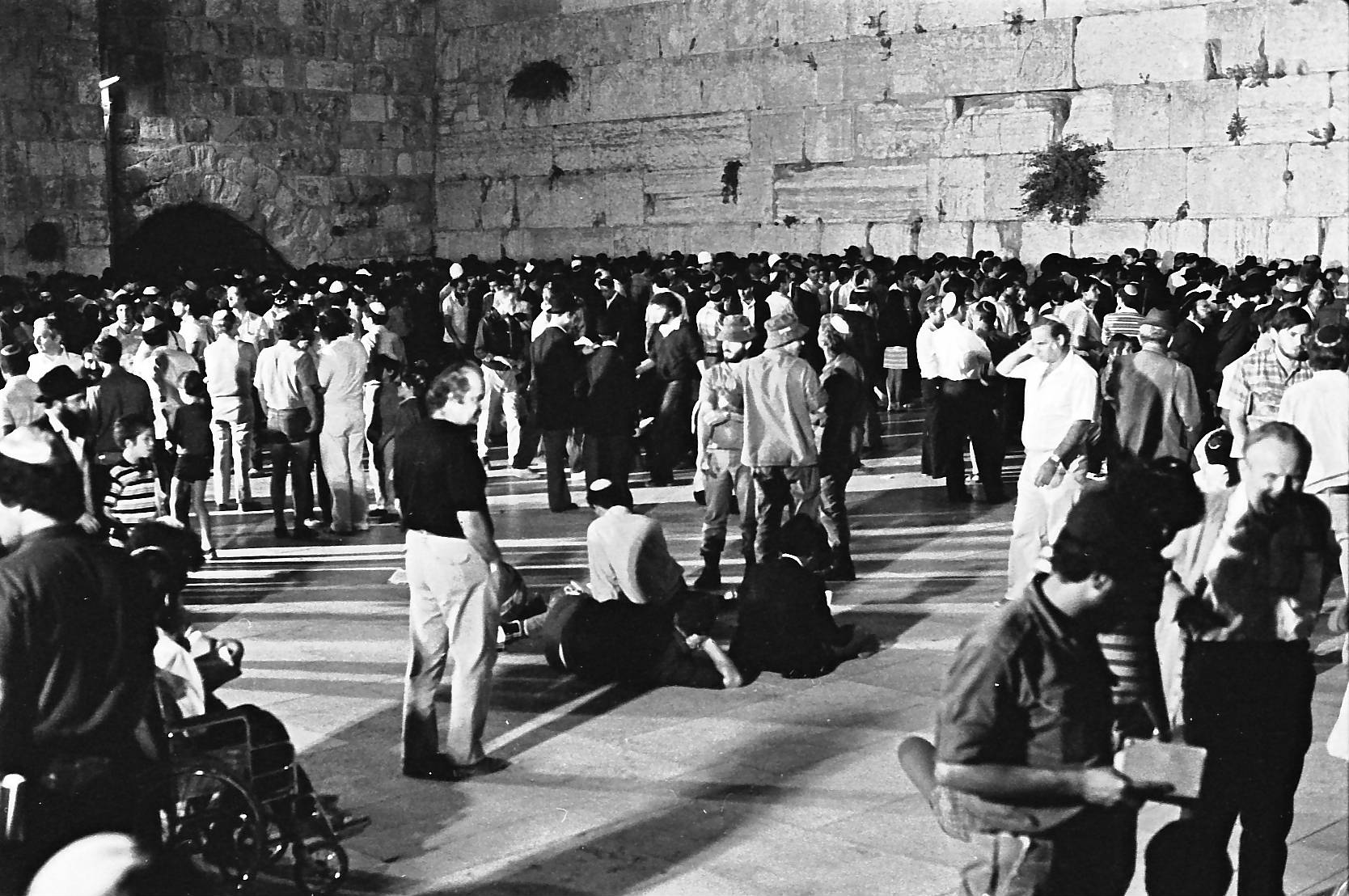
Tisha B'Av la Zidul de Apus, 1970.

Conform Legii Evreiești, fiecare este obligat să deplângă și să-și sfâșie hainele atunci când vizitează Zidul de Vest și vede locul dezolant al tempului. Yoel Sirkis (secolul XVI) menționează în mod explicit „Kotel ha-Ma'aravi”, atunci când expune modul în care s-ar putea întâlni ruinele Templului de la Ierusalim. Astăzi, unii cercetători sunt de părere că sfâșierea hainelor nu este necesară la Ierusalim, având în vedere că orașul se află acum sub suveranitate evreiască. Alții nu sunt de acord, invocând faptul că Muntele Templului în sine este controlat de Waqful musulman și nu există nici o posibilitate de a îndepărta moscheea de pe munte. În plus, existența moscheii „pe locul Templului ar trebui să sporească sentimentul de primejdie al fiecăruia”. Obiceiul este ca Zidul să fie vizitat în ziua Sabatului, inclusiv în după-amiaza de Vineri, sâmbăta seara. O persoană care nu a văzut Zidul în ultimele 30 de zile ar trebui să recite:
„Templul nostru sfânt, care a fost gloria noastră, în care strămoșii noștri te lăudau, a fost ars și toate plăcerile noastre au fost distruse.”

#### Mesaje de rugăciune
Există o foarte cunoscută practică de a lăsa rugăciuni scrise în crăpăturile Zidului. Oamenii scriu mesaje cu dorințe, după care le pun în crăpăturile zidului sperând că se vor realiza. Cea mai veche menționare a acestei practici este în Sefer Tamei Ha-minhagim U’mekorei Ha-dinim care vorbea de Rabinul Chaim ibn Attar (d.1743). Mai mult de un milion de mesaje sunt puse în zid anual. A devenit deja o tradiție ca demnitarii străini care vizitează Israelul să lase de asemenea un mesaj.

### Islamul
Până în 1920, musulmanii denumeau zidul „El-Mabka” (locul plângerii). De atunci au început să îl numească Zidul Al-Buraq.
Musulmanii susțin în continuare că Zidul ca un monument islamic. Ei susțin această teză bazându-se pe faptul că Zidul este identificat ca fiind locul unde profetul Mahomed și-a legat armăsarul fantastic înaripat, Buraq.

### Creștinismul
Unii învățați cred că atunci când Ierusalimul a căzut sub controlul creștinilor, în secolul al IV-lea, a existat un „transfer” de respect dinspre Muntele Templului și Zidul de apus din punct de vedere al sfințeniei către Biserica Sfântului Mormânt, iar zona din jurul Muntelui Templului a început să fie o groapă de gunoi pentru creștini. Totuși, acțiunile multor lideri creștini moderni, inclusiv Papa Ioan Paul al II-lea și Papa Benedict al XVI-lea, care au vizitat Zidul și chiar au lăsat rugăciuni în crăpăturile Zidului simbolizează pentru mulți creștini restaurarea respectului și chiar venerarea acestor locuri religioase antice.
Unii dintre creștinii sioniști, din rândurile evangheliștilor neo-protestanți, merg chiar mai departe, cerând ca al treilea templu să fie reconstruit ca parte a strădaniilor pentru a doua venire. Un mic grup de extremiști chiar susțin distrugerea Cupolei Stâncii pentru a grăbi construcția noului Templu.